# House Peters
Robert House Peters, Sr., alias House Peters, né le 12 mars 1880 à Bristol (Angleterre) et mort le 7 décembre 1967 à Woodland Hills (Californie), est un acteur américain d'origine britannique, célèbre à l'époque du cinéma muet.

## Biographie
Né à Bristol, dans le Gloucestershire, Peters commence sa carrière cinématographique en jouant le premier rôle masculin face à Mary Pickford dans In the Bishop's Carriage en 1913. À l'époque, alors que les films étaient majoritairement tournés sur la côte est, Peters vit à Los Angeles, c'est d'ailleurs l'un des premiers à s'y installer de façon permanente.
Ses plus grands succès datent du début des années 1920, mais cela ne dure pas. Il arrête sa carrière en 1928. Il fera plus tard quelques apparitions dans des films au début des années 1950.
Il se marie en 1914 avec l'actrice Mae King avec laquelle il aura trois enfants.

## Filmographie
- 1913 : Chelsea 7750
- 1913 : An Hour Before Dawn
- 1913 : The Port of Doom
- 1913 : In the Bishop's Carriage
- 1913 : Leah Kleschna
- 1913 : A Lady of Quality
- 1914 : Clothes
- 1914 : The Pride of Jennico
- 1914 : The Brute
- 1914 : Salomy Jane

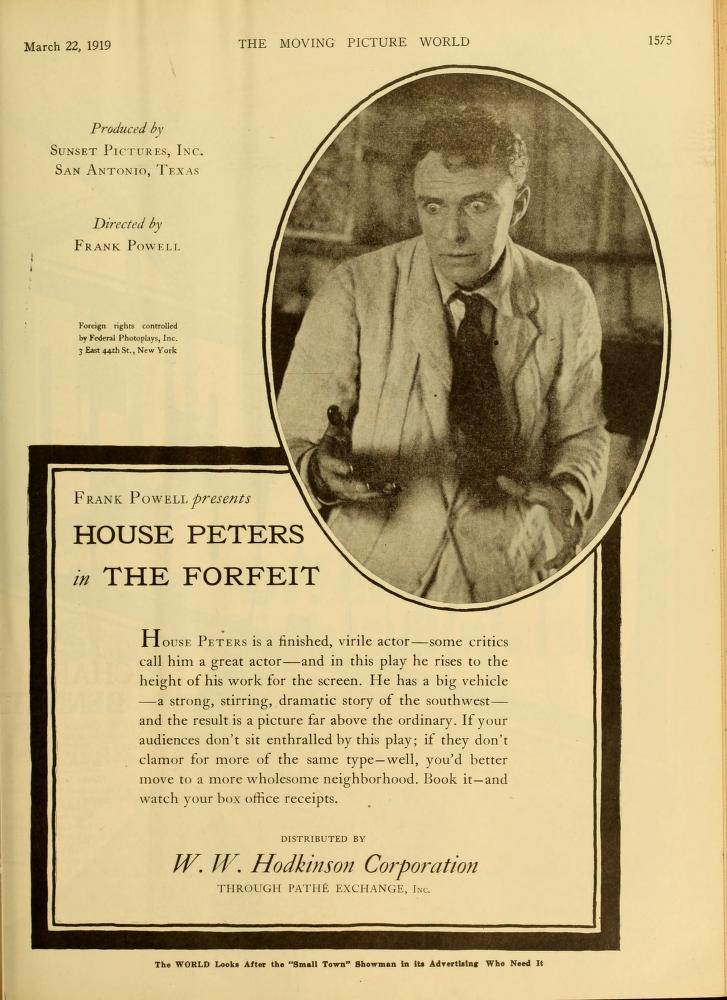
The Forfeit (1919)

- 1914 : Mrs. Wiggs of the Cabbage Patch (en) d'Harold Entwistle
- 1915 : The Winged Idol
- 1915 : The Captive
- 1915 : Stolen Goods
- 1915 : La Fille du Far West (The Girl of the Golden West)
- 1915 : The Great Divide
- 1915 : The Unafraid
- 1915 : The Warrens of Virginia
- 1915 : Mignon
- 1915 : Les Loups (Between Men) de William S. Hart
- 1916 : The Closed Road
- 1916 : L'Amérique, champion du droit (The Velvet Paw)
- 1916 : The Hand of Peril
- 1916 : The Rail Rider
- 1917 : As Men Love
- 1917 : The Heir of the Ages
- 1917 : The Lonesome Chap
- 1917 : The Highway of Hope
- 1917 : The Happiness of Three Women
- 1919 : Thunderbolts of Fate
- 1919 : The Forfeit
- 1919 : You Never Know Your Luck
- 1920 : Un lâche (The Great Redeemer)
- 1920 : Silk Husbands and Calico Wives
- 1920 : Isobel
- 1920 : The Leopard Woman
- 1921 : Hérédité (The Invisible Power), de Frank Lloyd
- 1921 : Lèvres menteuses (Lying Lips) de John Griffith Wray
- 1921 : Un lâche (The Man from Lost River) de Frank Lloyd
- 1922 : Le Cœur humain (Human Hearts) de King Baggot
- 1922 : Rich Men's Wives
- 1922 : La Tourmente (The Storm)
- 1923 : Or et Poison (Don't Marry for Money) de Clarence Brown
- 1923 : Held To Answer
- 1923 : Un drame en Polynésie (Lost and Found on a South Sea Island)
- 1925 : Counsel for the Defense
- 1925 : Head Winds
- 1925 : Raffles, the Amateur Cracksman
- 1925 : The Storm Breaker
- 1925 : The Tornado
- 1926 : Dans la clairière en feu (The Combat) de Lynn Reynolds
- 1926 : Prisonniers de la tempête (Prisoners of the Storm) de Lynn Reynolds
- 1928 : Rose-Marie
- 1952 : Carson City
- 1952 : La Sarabande des pantins (O. Henry's Full House)
- 1952 : The Old West
- 1953 : Treasure of the Golden Condor

## Crédit d'auteurs
- (en) Cet article est partiellement ou en totalité issu de l’article de Wikipédia en anglais intitulé « House Peters, Sr. » (voir la liste des auteurs).